# Rakia

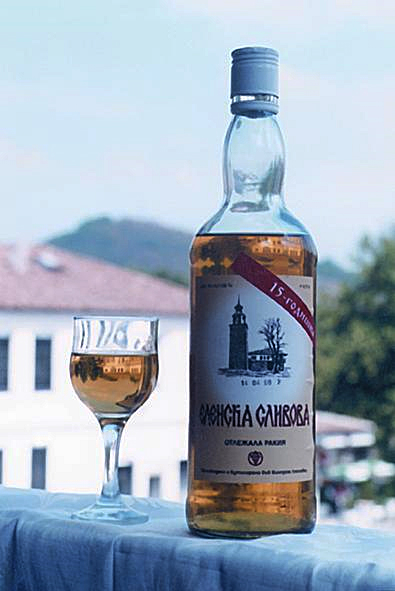
Elenska slivova rakia, 15-årig från staden Elena, Bulgarien

Rakia, rakija eller raki är en alkoholhaltig dryck som liknar brandy och framställs genom destillation av jästa frukter. Drycken är populär i Balkan, Turkiet, tysktalande länderna, Ungern, Italien och Frankrike. Alkoholhalten är normalt 40 procent, men hemmagjord rakia kan vara starkare, upp till 50–60 procent. Prepečenica är dubbel-destillerad, slaviskt framställd rakia, med en alkoholhalt som ibland överstiger 60 procent.
Rakia ses som nationaldryck i de slaviska och sydslaviska länderna såsom Serbien, Montenegro, Slovenien, Slovakien, Bosnien och Hercegovina, Bulgarien, Nordmakedonien och Kroatien samt i Turkiet.[källa behövs] I framförallt Serbien men också bland serber i Bosnien-Hercegovina och Kroatien är det vanligt att man vintertid dricker varm och sötad rakija, denna dryck kallas för "Kuvana rakija"(svenska:Tillagad rakija). 
I Albanien och Kosovo gör man raki rrushi(rakia/raki) av druvor eller av krikon (ibland av mullbär). Raki rrushins plommon och druvor blandas ibland med andra ingredienser, såsom örter, honung, surkörsbär och valnötter efter en destillation.[källa behövs]

## Namn
- Albanska: raki rrushi
- Bosniska: rakija / ракија
- Bulgariska: ракия, rakija
- Grekiska: ρακί, raki
- Kroatiska: rakija
- Makedonska: ракија / rakija
- Montenegrinska: rakija / ракија
- Rumänska: rachiu (reg. răchie)
- Serbiska: ракија / rakija
- Slovakiska: pálenka
- Slovenska: žganje
- Tyska: Obstler
- Ungerska: pálinka
- Turkiska: rakı

| Frukter               | i före detta Jugoslavien                                                              | i Bulgarien |
| Vanliga sorter        | Vanliga sorter                                                                        | Vanliga sorter |
| --------------------- | ------------------------------------------------------------------------------------- | --- |
| plommon (slivovitz)   | šljivovica, шљивовица,шљива                                                           | сливова (slivova), сливовица (slivovica)                                                                                  |
| Vindruvor             | lozovača/loza, лозова ракија/лозовача/лоза                                            | гроздова (grozdova) гроздовица (grozdovica) мускатова (muskatova) mrtina (med myrrh) анасонлийка (anasonliyka) (med anis) |
| vindruvscider (kom) * | komovica, комова ракија/комовица                                                      | джиброва (dzhibrova) джибровица (dzhibrovica)                                                                             |
| aprikos               | mareličarka, kajsijevača, кајсијевача                                                 | кайсиева (kajsieva) |
| päron                 | kruškovača/vilijamovka, крушковача/виљамовка,крушка                                   | крушева (krusheva) |
| äpple                 | jabukovača, јабуковача                                                                | ябълкова (jabylkova) |
| kvitten               | dunjevača, дуњевача                                                                   | дюлева (djuleva) |
| fikon                 | smokvovača, смоквача                                                                  | смокинова (smokinova) |
| Med tillägg           |                                                                                       | |
| med rosor             | -                                                                                     | гюлова (gyulova) |
| med örter             | travarica, траварица/trava                                                            | билкова (bilkova) |
| med valnötter         | orahovača, ораховача/orahovica                                                        | орехче (orehche) |
| med honung **         | medovača, медовача/medenica, medica - mycket populär i Istrien - en region i Kroatien | греяна (grejana) |
| med surkörsbär        | višnjevac/višnjevača, вишњевача                                                       | вишновка (vishnovka) |

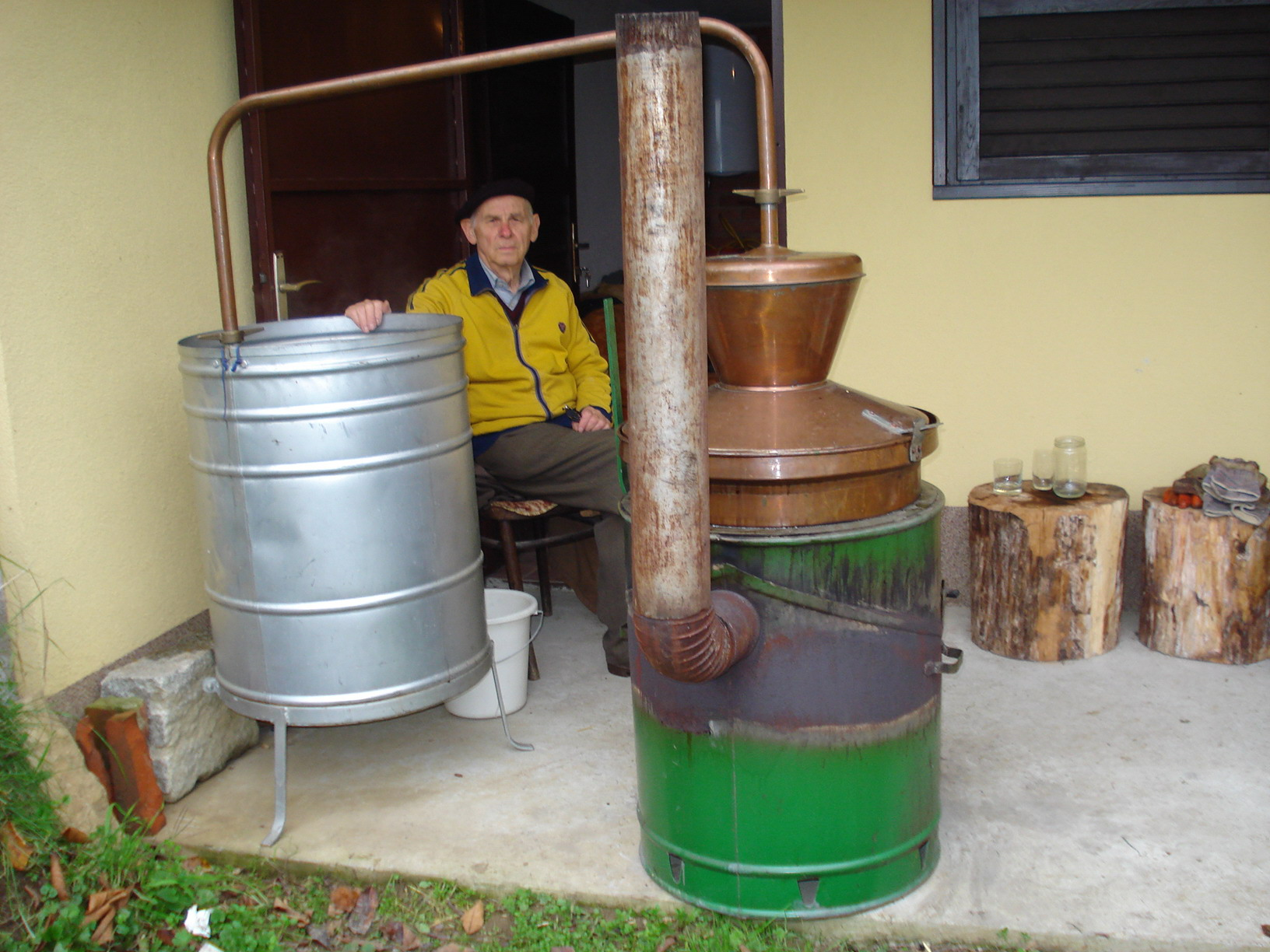
Traditionell destillation av rakija (plommonsprit) i Međimurje (norra Kroatien).
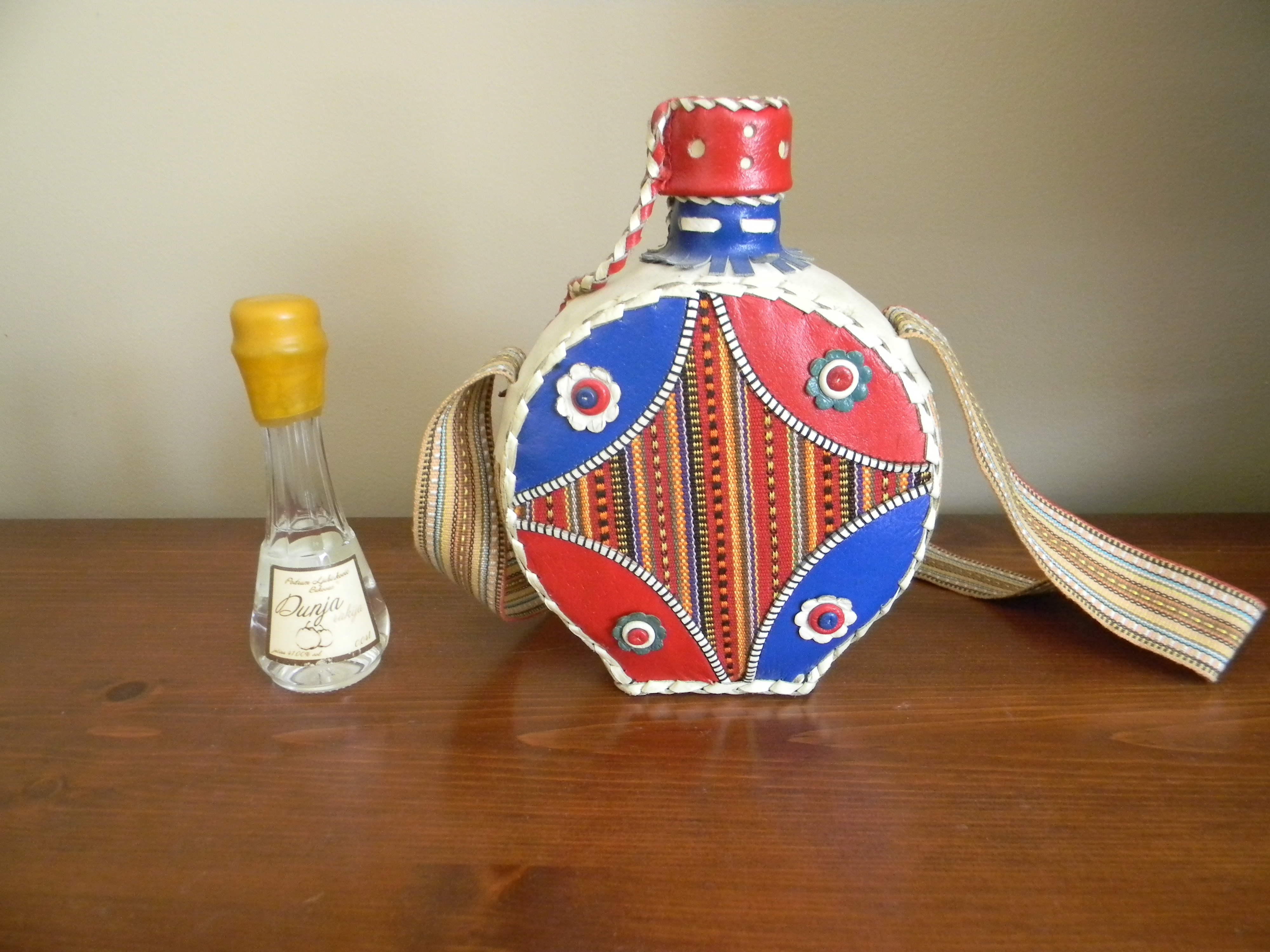
Rakia i traditionella flaskor
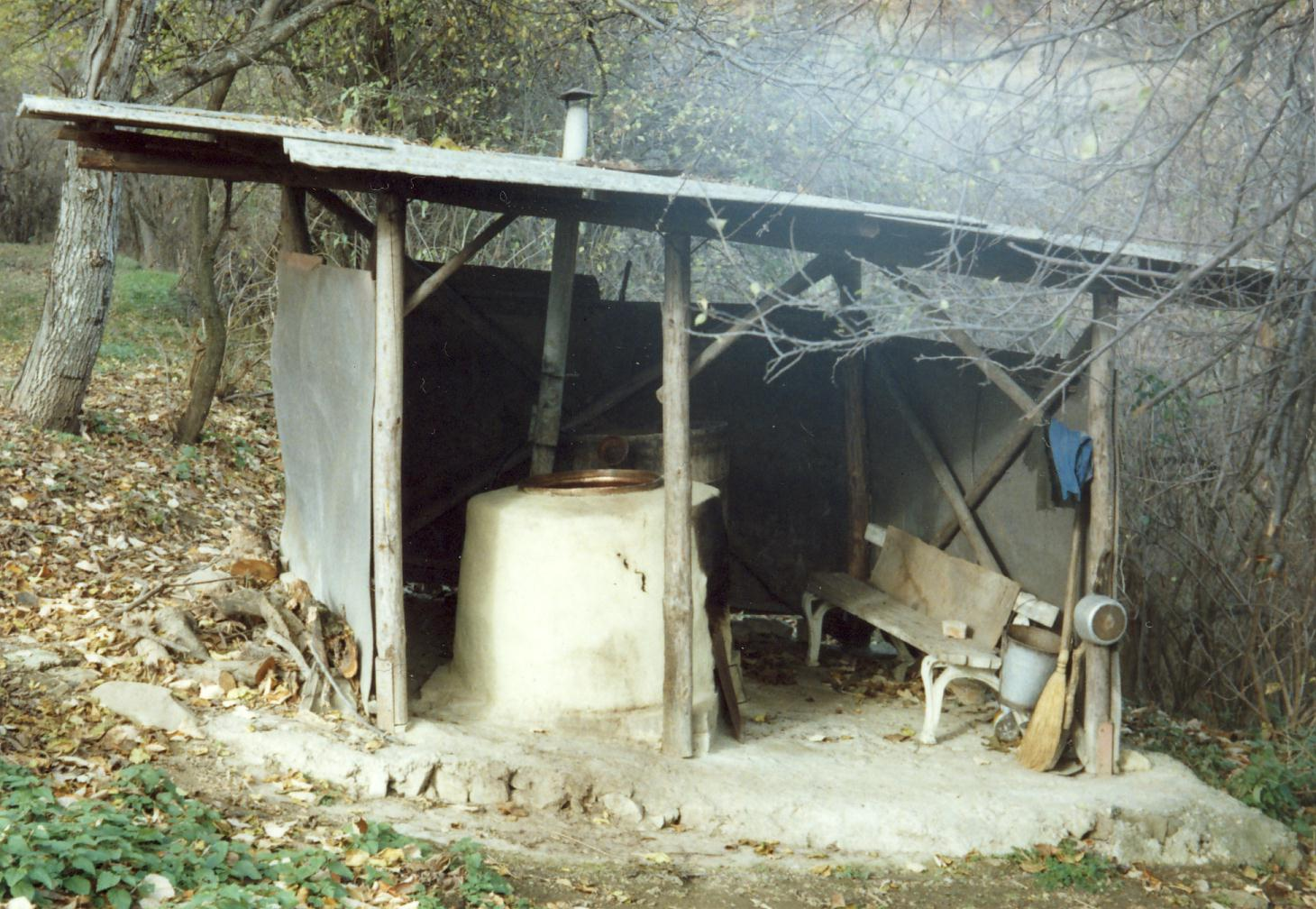
Ett hemmadestilleri i Darlevtsy, Bulgarien